# 道法寺站
道法寺站（日语：／ Dōhōji eki */?）是位於石川縣白山市道法寺町，北陸鐵道的石川線車站。車站編號為I13。

## 車站構造

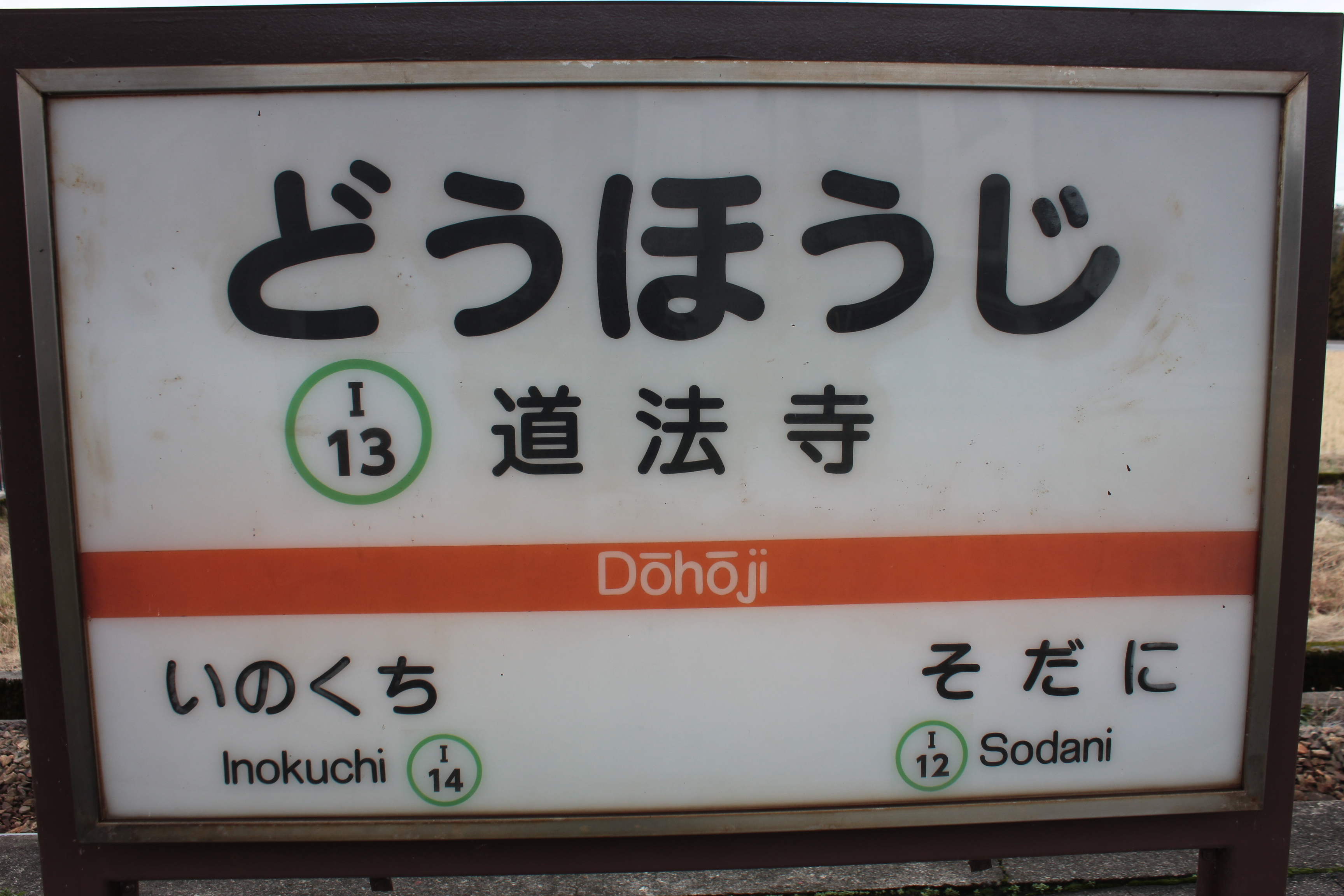
收入車站編號後的站名牌

現時以簡易車站模式運作，在月台中央設有一座候車室。車站外設有一個小型的站前廣場，並設有4座有蓋單車停泊場。
出入口建於月台向鶴來方向的末端，只設有梯級上落，並設有平交道接駁站前廣場及月台。

### 月台
設有島式月台1座，現時為石川線三個列車交匯站之一，每天約有三分之一的班次會進行列車交匯。往鶴來方向的路軌為直綫主軌道，往野町方向為避綫副軌道。
列車採用左側進站。
| 月台 | 路線    | 上下行 | 方向     | 備註               |
| ---- | ------- | ------ | -------- | ------------------ |
| 西邊 | ■石川線 | 上行   | 野町方向 | 靠近站前迴旋路一方 |
| 東邊 | ■石川線 | 下行   | 鶴來方向 |                    |

## 歷史
- 1915年6月22日：車站啟用。
- 1921年8月1日：改軌距，電氣化。
- 2019年4月1日：增設車站編號[1]。

## 使用狀況
根據「白山市統計書」，以下為一日平均上下車人次：
| 年度   | 1日平均 上下車人次 |
| ------ | ------------------ |
| 2000年 | 336                |
| 2001年 | 336                |
| 2002年 | 349                |
| 2003年 | 344                |
| 2004年 | 352                |
| 2005年 | 324                |
| 2006年 | 333                |
| 2007年 | 322                |
| 2008年 | 282                |
| 2009年 | 292                |
| 2010年 | 296                |
| 2011年 | 285                |
| 2012年 | 276                |
| 2013年 | 275                |
| 2014年 | 254                |
| 2015年 | 261                |
| 2016年 | 272                |
| 2017年 | 279                |
| 2018年 | 330                |
| 2019年 | 283                |
| 2020年 | 207                |
| 2021年 | 216                |
| 2022年 | 230                |

## 相鄰車站
北陸鐵道
■石川線
曾谷（I12）－道法寺（I13）－井口（I14）

## 外部連結
- 北陸鐵道道法寺站 （页面存档备份，存于）